# Гарбау Дежулуј (Клуж)
Гарбау Дежулуј (рум. Gârbău Dejului) насеље је у Румунији у округу Клуж у општини Кашеју. Oпштина се налази на надморској висини од 396 m.

## Становништво
Према подацима из 2002. године у насељу је живело 300 становника, од којих су сви румунске националности.